# Louis Cler
Louis Cler (orthographié Louis Clerc jusqu'en 1932), né le 30 décembre 1905 à Saint-Raphaël et mort vers le 15 décembre 1950, vraisemblablement à Villejuif, est un footballeur français. 
Il remporte la Coupe de France en 1932 alors qu'il est capitaine de l'AS Cannes. 

## Biographie
Il arrive à l'AS Cannes à 14 ans et y débute en équipe première vers 1926. Durant sa carrière, il évolue au poste de « demi » (milieu de terrain). Il marque en finale de la Coupe de France 1932 le but de la victoire, et reçoit la coupe des mains du président Paul Doumer, quelques jours avant l'assassinat de ce dernier. 

Finale de la Coupe de France 1932
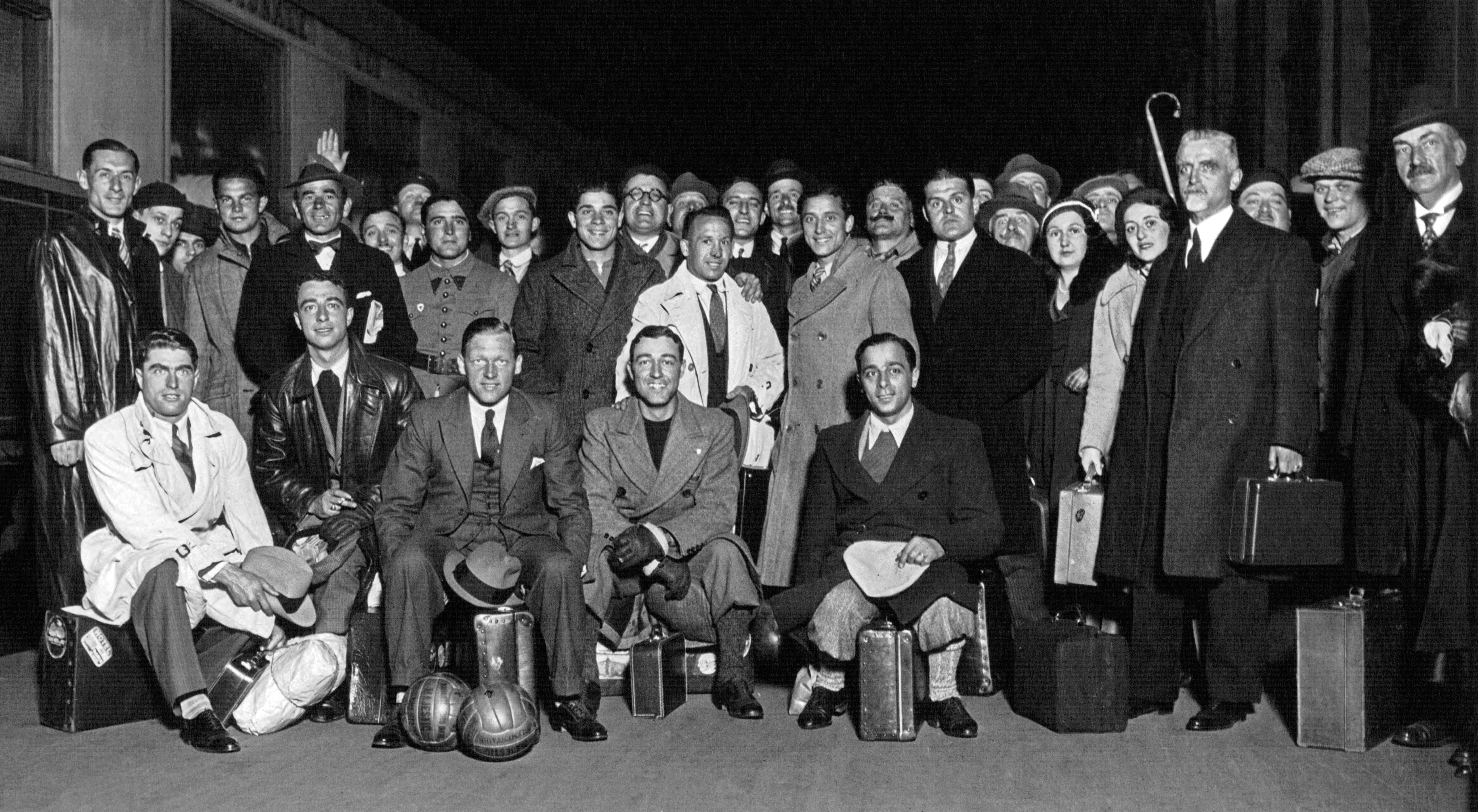
Le groupe cannois en chemin pour la finale de la Coupe.
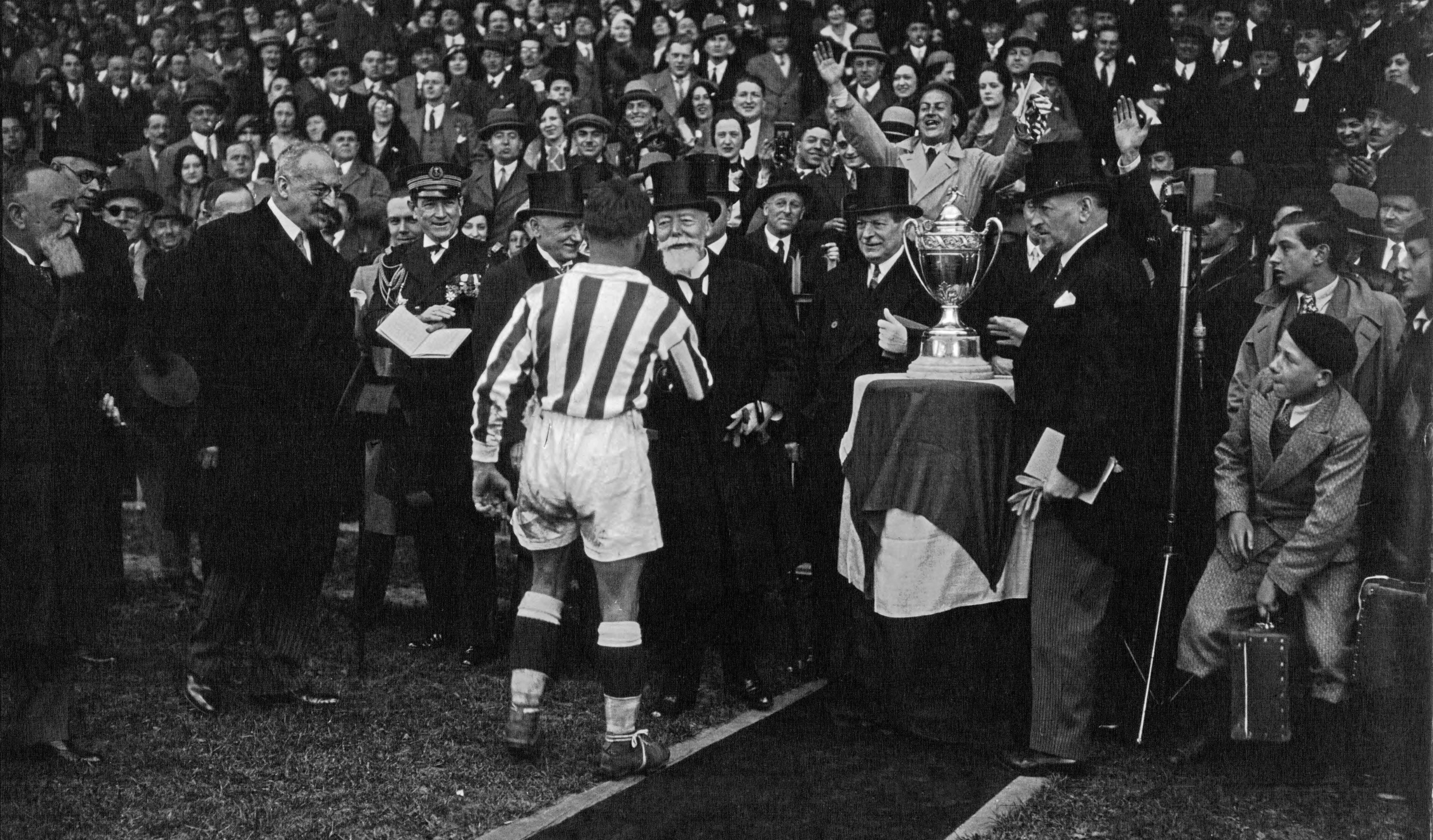
Louis Cler serrant la main de Paul Doumer après avoir remporté la finale.
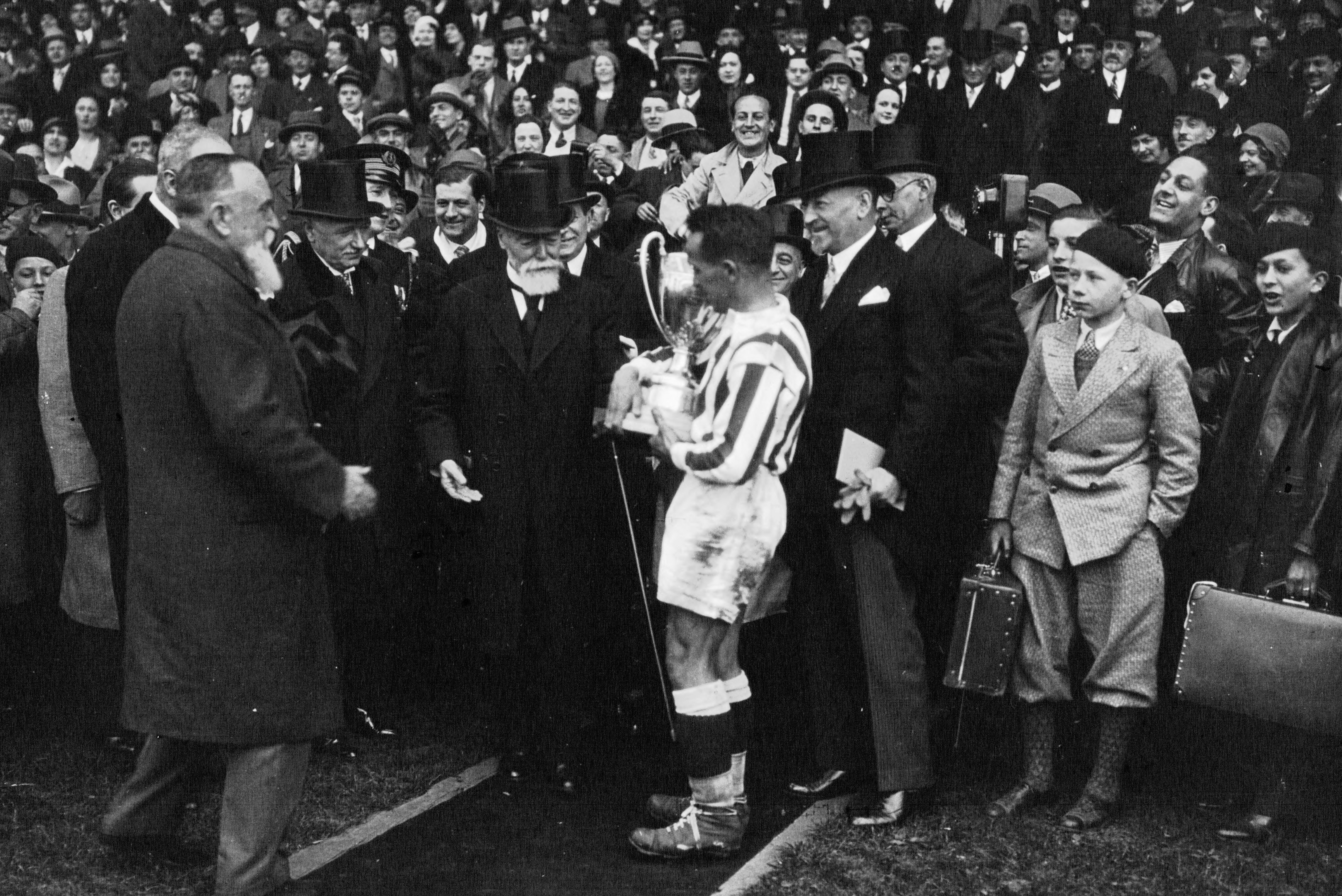
Louis Cler portant le trophée de la Coupe de France.

Pendant la Seconde Guerre mondiale, il est fait prisonnier et le reste pendant pratiquement tout le conflit. 
Affaibli à son retour, il travaille à l'AS Cannes mais tombe gravement malade. Il est aidé financièrement par ses anciens coéquipiers. Un match de gala est organisé entre l'AS Cannes et l'OGC Nice en décembre 1950, afin de pouvoir lui en verser la recette,. Soigné à l'hôpital de Villejuif, il meurt vers le 15 décembre 1950 des suites de sa maladie,.

## Statistiques
| Saison                | Club                  | Championnat           | Championnat | Championnat | Coupe(s) nationale(s) | Coupe(s) nationale(s) | Total | Total |
| Saison                | Club                  | Division              | M.          | B.          | M.                    | B.                    | M.    | B.    |
| 1932-1933             | AS Cannes             | 1re div.              | 18          | 1           | 6                     | 0                     | 24    | 1     |
| 1933-1934             | AS Cannes             | 1re                   | 26          | 3           | 3                     | 0                     | 29    | 3     |
| 1934-1935             | AS Cannes             | 1re                   | 28          | 1           | 3                     | 0                     | 31    | 1     |
| 1935-1936             | AS Cannes             | 1re                   | 27          | 1           | 3                     | 0                     | 30    | 1     |
| 1936-1937             | AS Cannes             | 1re                   | 23          | 4           | 5                     | 0                     | 28    | 4     |
| 1937-1938             | AS Cannes             | 1re                   | 13          | 0           | 0                     | 0                     | 13    | 0     |
| Sous-total            | Sous-total            | Sous-total            | 135         | 10          | 20                    | 0                     | 155   | 10    |
| 1938-1939             | FC Antibes            | 1re                   | 29          | 1           | 3                     | 0                     | 32    | 1     |
| Sous-total            | Sous-total            | Sous-total            | 29          | 1           | 3                     | 0                     | 32    | 1     |
| Total sur la carrière | Total sur la carrière | Total sur la carrière | 164         | 11          | 23                    | 0                     | 187   | 11    |

## Palmarès
- Vainqueur de la Coupe de France en 1932 avec l'AS Cannes.
- Finaliste du championnat de France en 1933 (AS Cannes)